# Minna Hook
Der Minna Hook (von englisch hook für deutsch Haken) ist eine 15 km lange und bis zu 1115 m hohe Halbinsel am südlichen Ende der Scott-Küste des ostantarktischen Viktorialands. Sie bildet den südöstlichen Ausläufer des Minna Bluff.
Die Benennung erfolgte 1987 durch die neuseeländische Geologin Anne Catherine Wright-Grassham (* 1954) und orientierte sich an diejenige des Minna Bluff. Dessen Namensgeber ist Mary Anne Isabella Caroline „Minna“ Markham (1837–1919), Ehefrau von Clements Markham, der „grauen Eminenz“ der britischen Polarforschung.